# Kolešov
Kolešov (Duits: Koleschau) is een Tsjechische gemeente in de regio Midden-Bohemen en maakt deel uit van het district Rakovník. Het dorp ligt ongeveer 13 km ten noordwesten van de stad Rakovník en 11 km ten zuidoosten van Podbořany.
Kolešov telt 146 inwoners.

## Geschiedenis
De eerste schriftelijke vermelding van het dorp (villam feodalem Colessow) dateert van 1319. De naam is, net als die van het nabijgelegen Kolešovice, afgeleid van de persoonsnaam Koleš (die op zijn beurt weer afstamd van de Proto-Indo-Europese naam *Kolimír).
Sinds 2003 is Kolešov een zelfstandige gemeente.

## Verkeer en vervoer

### Autowegen
De weg I/6 loopt langs het dorp en verbindt Praag met Kolešov en Karlsbad.

### Spoorlijnen
Er is geen spoorlijn of station (in de buurt van) Kolešov.

### Buslijnen
Er rijden diverse buslijnen door of langs het dorp die Kolešov verbinden met Kadaň, Klášterec nad Ohří, Most, Pilsen, Podbořany, Rakovník, Teplice, Ústí nad Labem en Žatec.

## Galerij

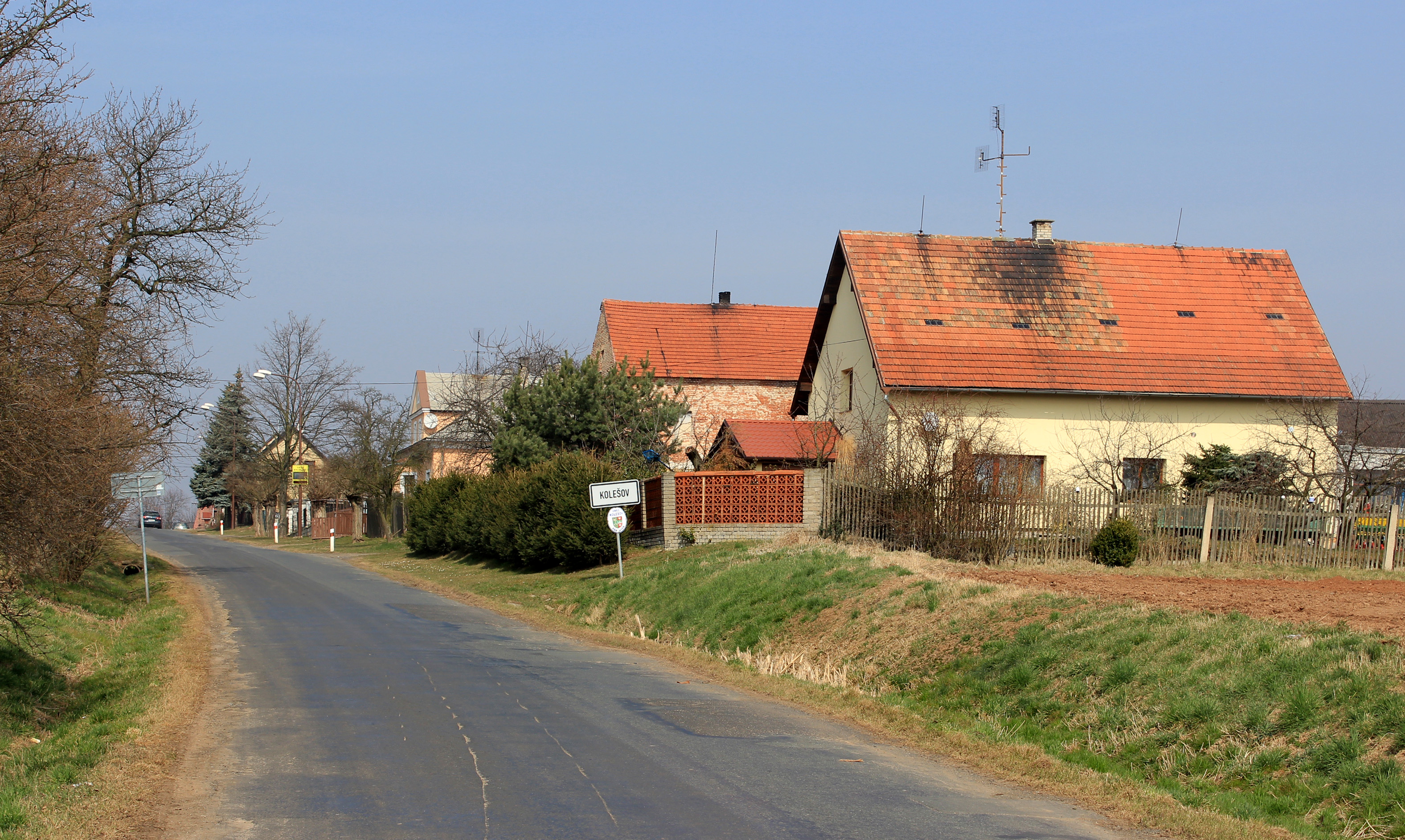
Zuidelijk gedeelte van het dorp
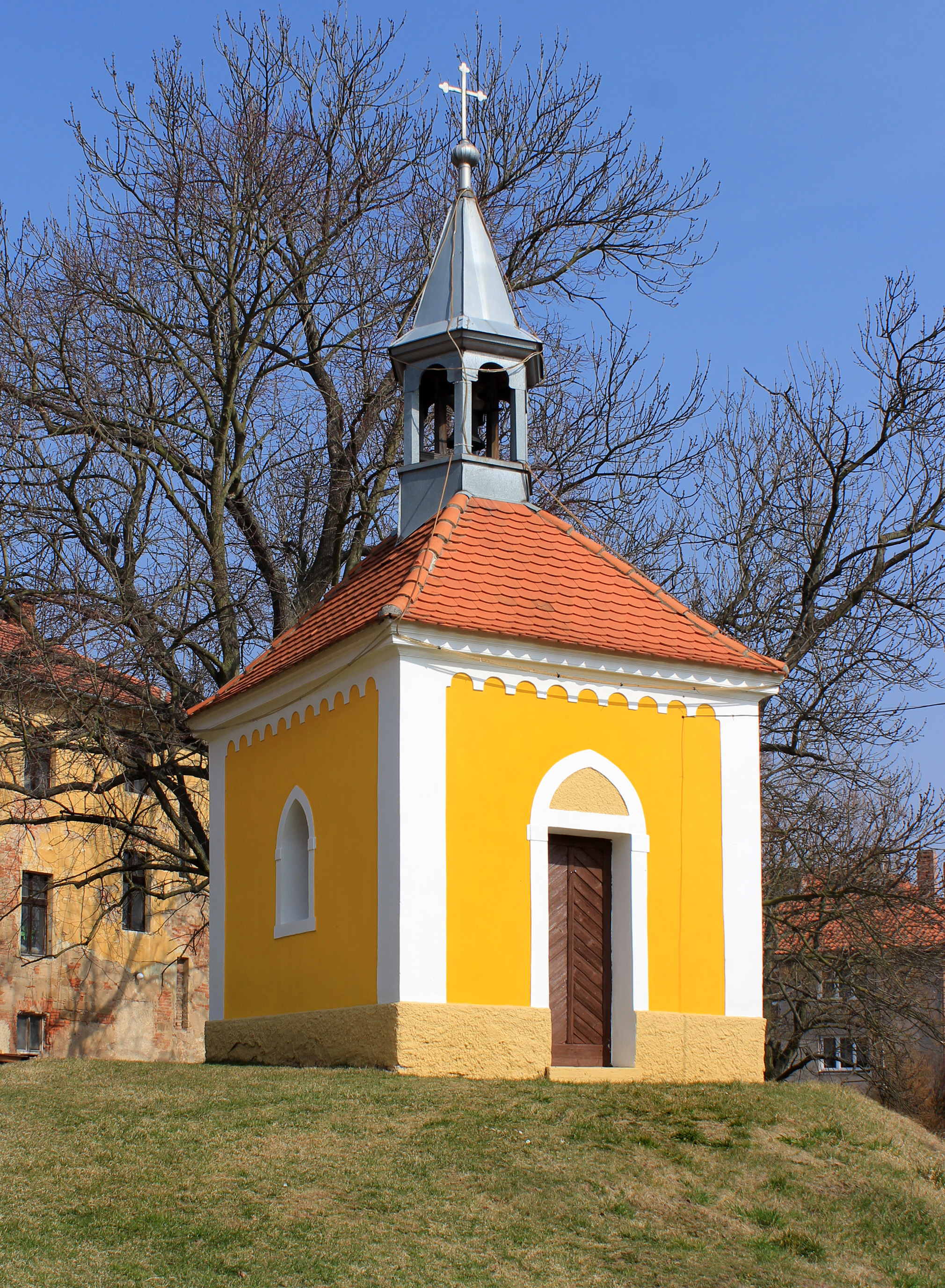
Kapel in Kolešov
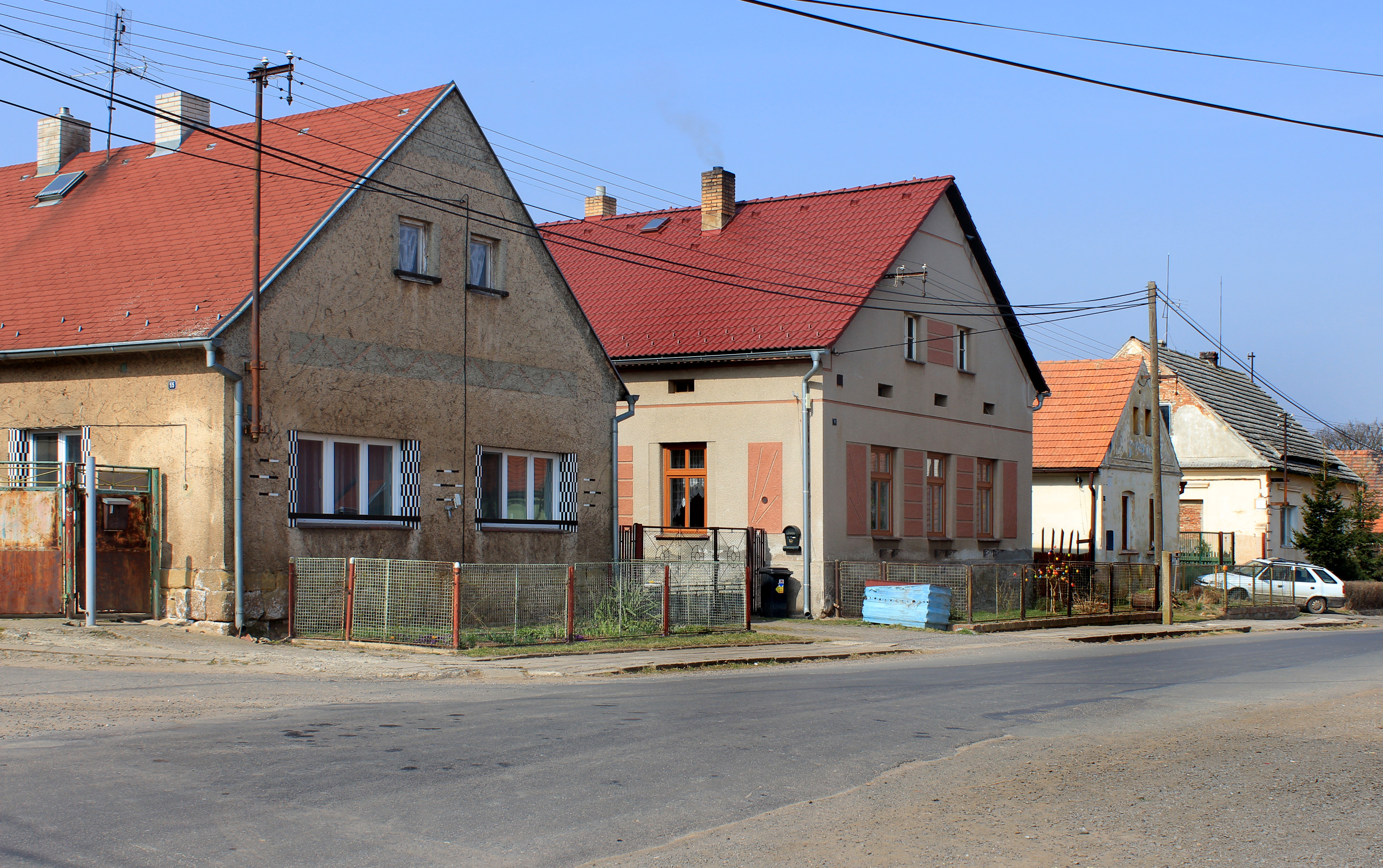
Straat in het zuiden van het dorp
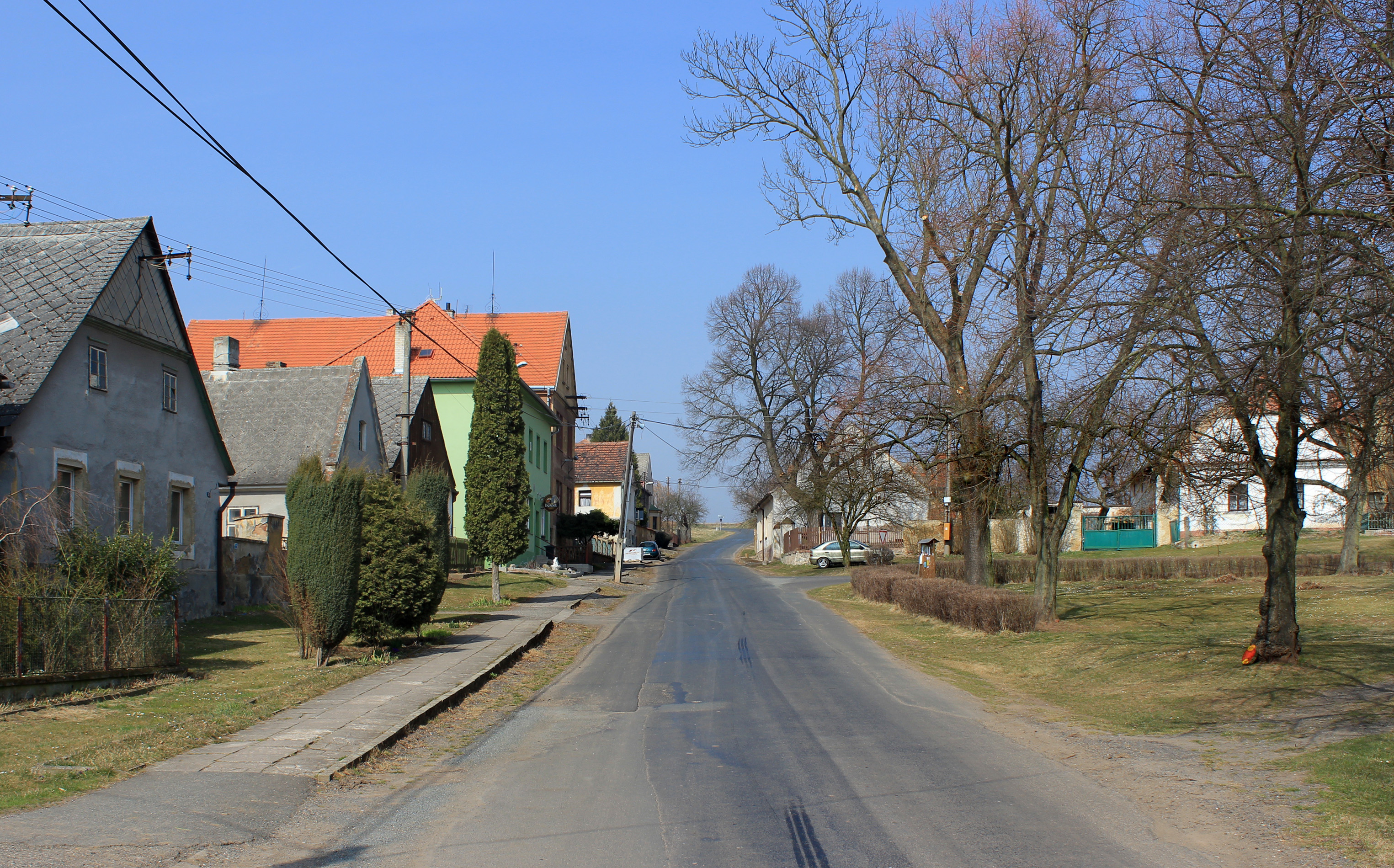
Weg naar Strojetice
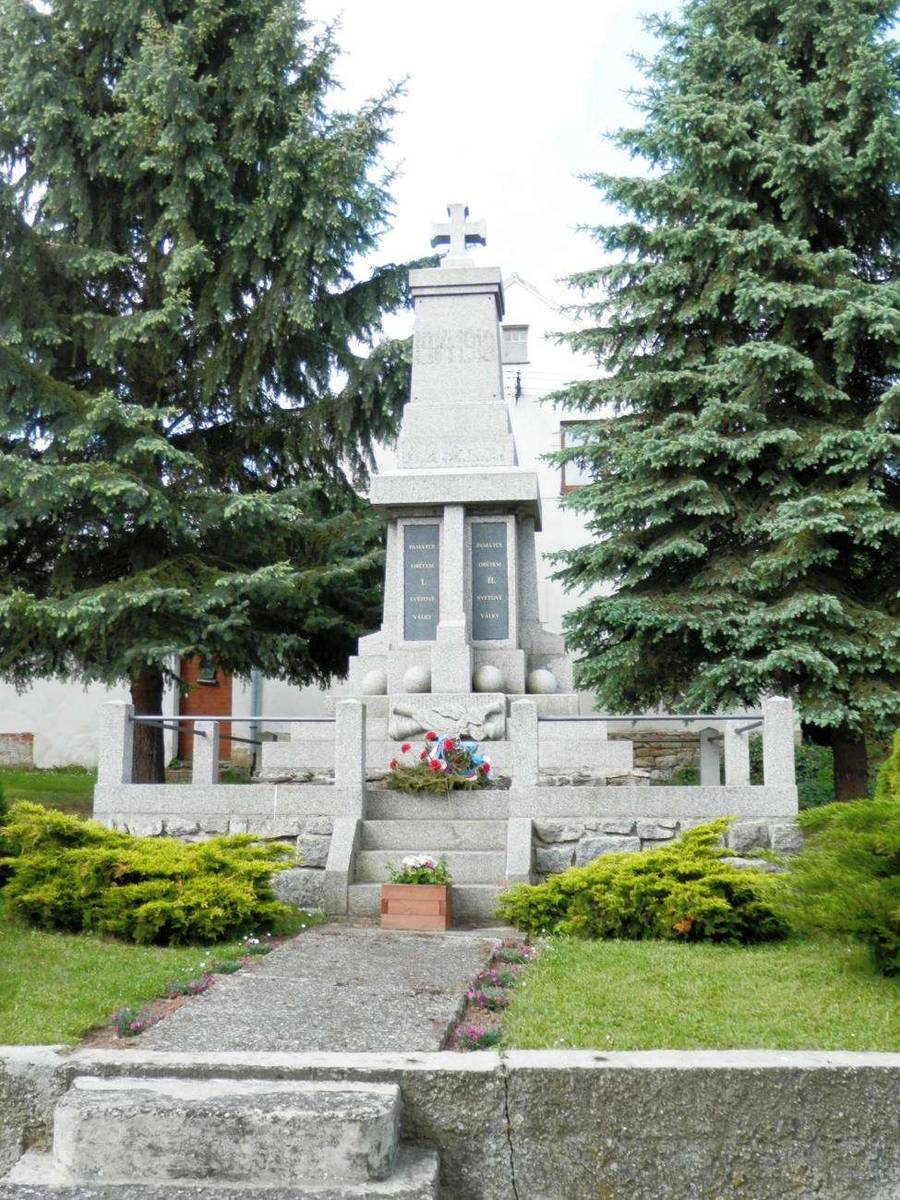
WO2-herdenkingsmonument
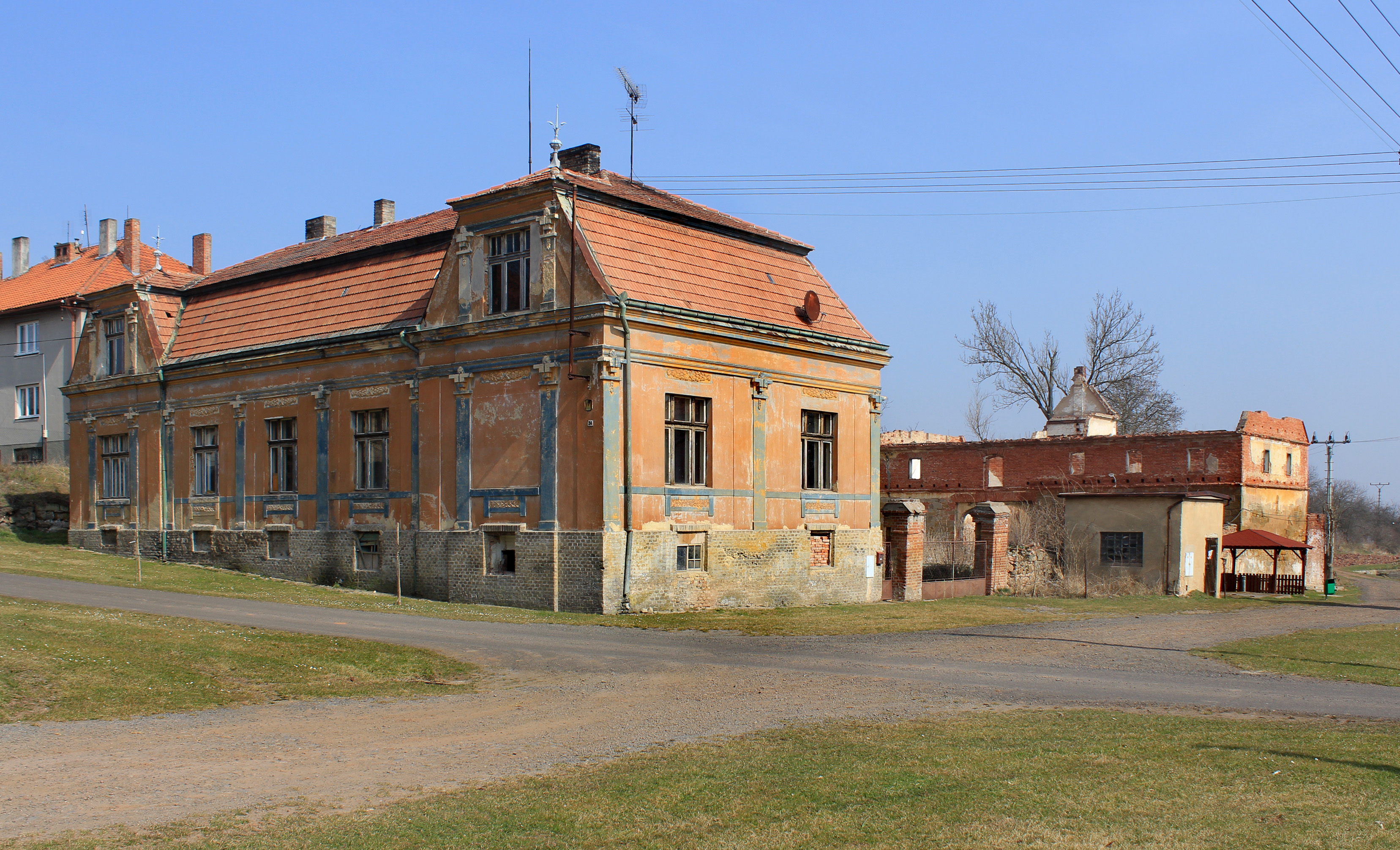
Oostelijk gedeelte van het dorp